# Gluta celebica
Gluta celebica är en sumakväxtart som beskrevs av A.J.G.H. Kostermans. Gluta celebica ingår i släktet Gluta och familjen sumakväxter. Inga underarter finns listade i Catalogue of Life.